# 남궁장만
남궁장만(南宮長萬, ? ~ 기원전 682년), 남궁만(南宮萬)은 기원전 7세기 송(宋)나라 때 장수이다.

## 생애
기원전 7세기, 송나라에서는 송장공에 이어 아들 송민공(宋湣公)이 군위에 올랐고, 제나라에서는 기원전 685년에 제환공이 공자 규(糾)를 물리치고 군위에 올랐으며, 규를 후원한 노 장공도 무찔렀다. 기원전 684년, 봄에 제나라가 노나라를 공격했다가 패하자, 송나라는 제나라와 연합하여 노나라를 공격했으나 승구에서 대패했다. 이때 남궁장만은 노나라 장공이 쏜 활에 맞고 장공의 차우 천손(歂孫)에게 생포되어 노나라에서 죄수 신분이 되었다. 노나라 장공은 이듬해에 송나라의 청으로 남궁장만을 송나라로 돌려보냈다. 송민공(宋湣公)은 돌아온 남궁장만에게 노나라 죄수라는 농담을 했고, 남궁장만은 이 때문에 원한을 품었다.
기원전 682년 남궁장만은 송민공과 함께 여인을 끼고 장기를 두다가 노장공을 찬미했고, 송민공은 시샘이 나서 또 남궁장만을 노나라 포로라고 놀렸다. 남궁장만은 분노해 송민공을 박살하고 정강이를 끊었다. 대부 구목이 자신의 시역을 꾸짖자, 구목을 손바닥으로 후려갈기니 머리가 부서지고 이가 문지방에 닿았다. 가을 갑오일, 남궁장만은 몽택(蒙澤)에서 송민공을 시해하고 구목도 죽이고 재상 화독도 죽이고 송자 유를 새 임금으로 세웠다. 송나라의 여러 공자들은 소(蕭)읍으로 달아났고, 나중에 송 환공이 되는 공자 어열은 박(亳)읍으로 달아났다. 남궁장만은 아들 남궁우(南宮牛)와 맹획(猛獲)을 보내 박읍을 포위했으나, 소읍의 대부와 여러 공자들이 박을 포위한 남궁우와 맹획을 무찌르니 남궁우는 살해되고 맹획은 패주해 위나라로 망명했다. 남궁장만은 어머니를 수레에 태우고 하루 만에 진(陳)나라로 달아났으나, 진나라는 새로 송나라 임금이 된 송 환공의 청을 받아 남궁장만을 사로잡아 송나라로 보내기로 했다. 남궁장만은 진나라의 계략에 빠져, 여자를 끼고 술에 취한 중에 사로잡혀 무소 가죽 부대에 넣어져 송나라로 압송되어 사형을 당했다고 한다.